# Hugo Wilhelm Arthur Nahl

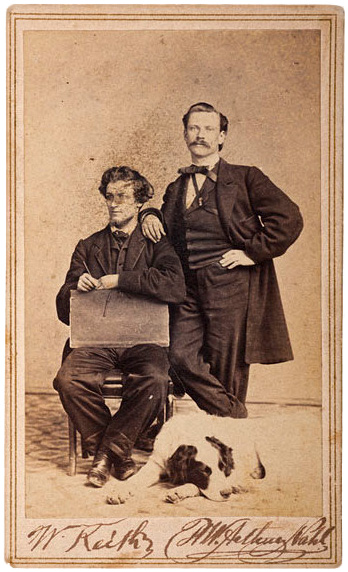
William Keith und Arthur Nahl (rechts), Carte de Visite mit Unterschriften, 1863

Hugo Wilhelm Arthur Nahl (* 1. September 1833 in Kassel, Deutschland; † 1. April 1889 in Alameda, Kalifornien, USA) war ein Maler, Illustrator und Grafiker. Er stammte aus der Künstlerfamilie Nahl und war der Sohn von Johann Wilhelm und Henriette Nahl.

## Leben
Arthur begann sein Studium bei seinem 15 Jahre älteren Halbbruder Charles (damals noch Carl) Christian und setzte es an der Kunstakademie Kassel fort. Er begleitete Charles Christian Nahl und dessen künstlerischen Partner Frederick August Wenderoth, der später Arthurs Schwager wurde, auf seinem weiteren Emigrations- und Künstlerweg 1846 nach Frankreich (Paris) 1849 dann weiter nach Amerika (Brooklyn, New York).
Nach einem wirtschaftlich nicht erfolgreichen Intermezzo 1851 im kalifornischen Goldrausch, besannen sich die Brüder auf ihre künstlerischen Fähigkeiten und eröffneten ein Studio in Sacramento, wobei sie ihre Eindrücke und Erfahrungen bei der Goldsuche gut verwerten konnten. Der große Brand von 1852 vernichtete den größten Teil von Sacramento mitsamt ihrem Studio, was sie zur Umsiedlung nach San Francisco veranlasste. Hugo Wilhelm Arthur arbeitete mit seinem Bruder Charles Christian als kommerzieller Künstler (Gebrauchsgrafiker), Maler (Porträt, Tiere, Landschaften und Genredarstellungen), Graveur und Daguerreotypist. Ihr Unternehmen wurde in Kalifornien unter der Bezeichnung „The Nahl Brothers“ bekannt.
Die Nahl Brüder waren herausragende Sportler. Ihre Sporthalle auf dem Firmengelände wurde zur Keimzelle des Olympic Clubs und diente 1855–1860 als dessen Geschäftsstelle. 1865 heiratete Arthur Nahl Annie Sweeney, siedelte auf der anderen Seite der Bucht in Alameda an und wohnte dort bis an sein Lebensende. Er starb am 1. April 1889 während der Heimfahrt auf der Fähre. Sein Sohn Perham Wilhelm Nahl wurde ebenfalls bildender Künstler.

## Werke

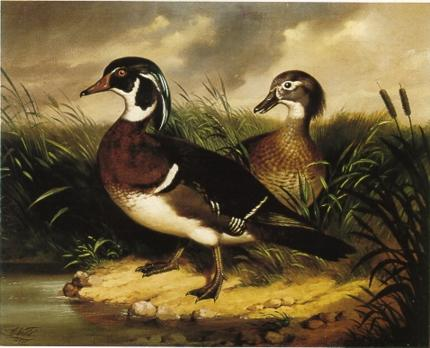
Ölgemälde Wood Ducks (1880)

Die meisten Arbeiten von Arthur Nahl entstanden für das Unternehmen, das er gemeinsam mit Charles Nahl und zeitweilig Frederick August Wenderoth führte. Sie arbeiteten als Illustratoren von Büchern und Magazinen (insbesondere Szenen aus dem Leben der Pioniere des Westens), Designer (Urkunden, Zertifikate) und Porträtmaler im Auftrag der Oberschicht Kaliforniens. Zu den Porträts, welche die Brüder meist nach Daguerrotypien anfertigten, steuerte Arthur Nahl die Kleidung und Hintergründe bei. Andere Porträts schuf er in Kreide und Pastell (u. a. Mrs John Shawhan, de Young, San Francisco) und als in Öl kolorierte Fotografien (Charles Doane, 1862, de Young). Zu seinen wenigen eigenständigen Werken gehört die Reiterszene Californians Catching Wild Horses with Raita (Öl auf Leinwand, Oakland Museum of California). Häufig wählte er Tiere und Pflanzen als Motiv (Wood Ducks, 1880, Öl auf Leinwand). Zu seinen bemerkenswerten Erfolgen zählt das Redesign des Kalifornischen Staatswappens.
Das Oakland Museum, Los Angeles County Museum of Art, Crocker Art Museum, die California Historical Society, Berkeley Art Museum and Pacific Film Archive und Bush House Museum in Salem besitzen Werke von Arthur Nahl.